# Rumilly, Haute-Savoie
Rumilly là một xã of over 12000 inhabitants trong tỉnh Haute-Savoie thuộc vùng Rhône-Alpes đông nam Pháp.

## Geography
The Chéran forms part of the commune's eastern border, crosses the village, flows north-northwestward through the northern part of the commune, then flows into the Fier, which forms part of its northern border.

## Mayor
Pierre Bechet is the current mayor of Rumilly serving from 2008 to 2014.

## Twinning
Rumilly kết nghĩa với Michelstadt, Đức.